# 聰明子彈

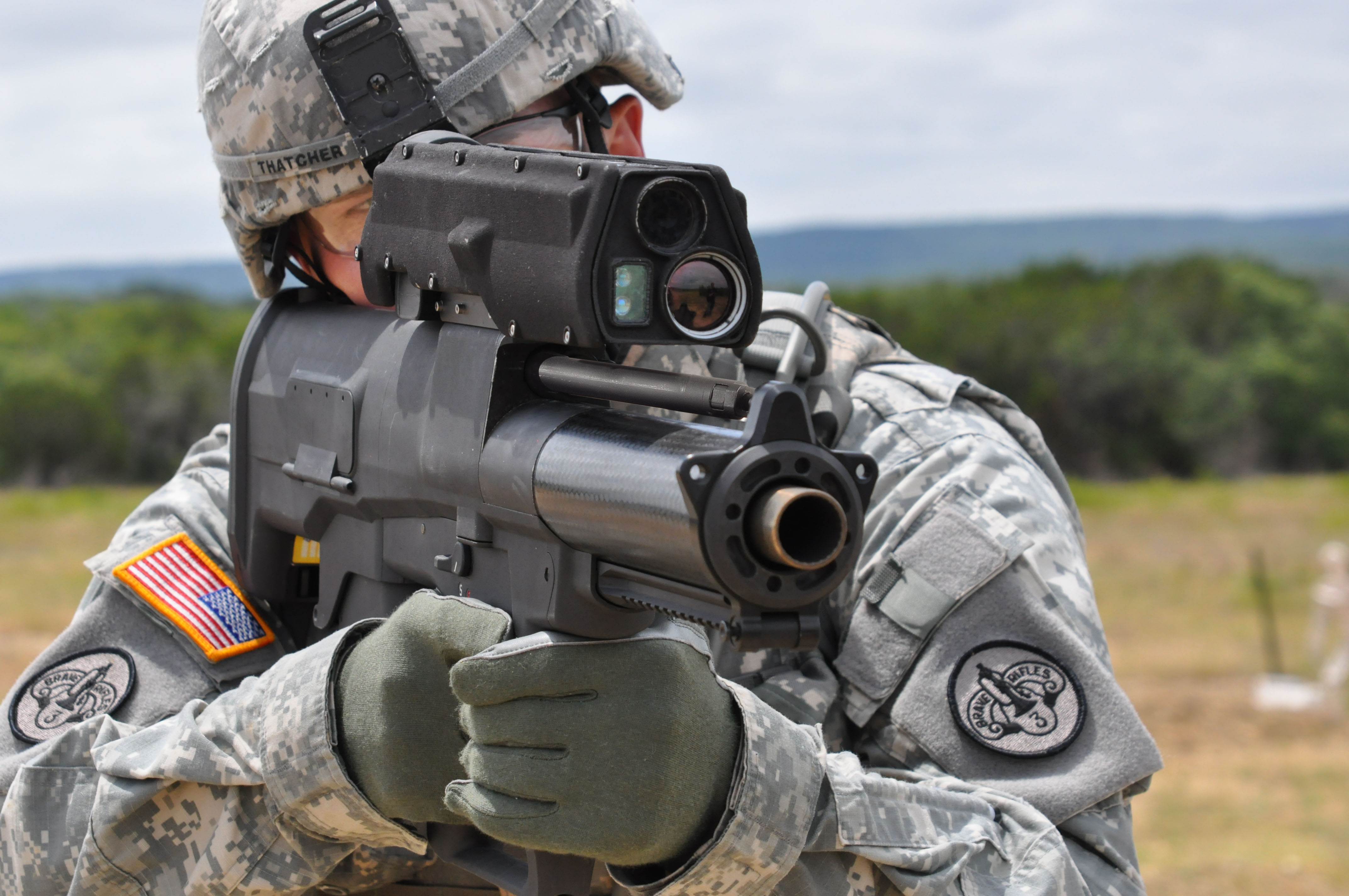
XM25空爆榴彈發射器的彈藥就是一種聰明子彈。

聰明子彈（英語：Smart bullet）或智能子彈、智能彈藥、導引子彈（Guided bullet）等，是一個已經被用來形容幾種不同類型的未來彈頭的術語。「聰明」是指這些子彈在射出之後緊接著還可以做其他事情，例如轉彎、加速、減速、空爆（榴彈）、發送数据等。通常口徑較大以提供足夠內部空間安裝設備，如.50BMG弹和榴彈。這項專利的號碼是5,788,178，由美國北卡羅萊納州人Rolin F. Barrett Jr.所有。導引子彈可利用雷射來誘導子彈的行進。。